# El Bou
El Bou (o Lo Bou) és una partida de l'Horta de Lleida, de Lleida.
De les 56 partides de l'Horta de Lleida, El Bou és la situada més al nord i més a l'oest.
Limita:
- Al nord amb la partida de Suquets Baix.
- A l'est amb la partida d'El Fons.
- Al sud amb el terme municipal d'El Pla de la Font.
- A l'oest amb l'Aragó.[1]